# El profeta Jeremías
El profeta Jeremías es una historieta de Mortadelo y Filemón serializada en 1989 en la revista Mortadelo firmada por el dibujante de cómics español Francisco Ibáñez, aunque algunos estudiosos de la obra del autor como De la Cruz o Fernández Soto dudan de su autoría.

## Trayectoria editorial
A pesar de contar con la firma de Francisco Ibáñez, según De la Cruz la realización de la historieta fue llevada a cabo al completo por el Equipo B.

## Sinopsis
La T.I.A. ha contratado al profeta Jeremías, el único profeta que queda vivo. Éste hará predicciones y Mortadelo y Filemón tendrán que evitar que ocurran las desgracias vaticinadas, cosa dificultada por el hecho de que el profeta hace sus predicciones de un modo bastante ambiguo (por ejemplo predice que van a dinamitar la T.I.A. cuando lo que sucede es que colocan una dinamo eléctrica).